# Châtillon-la-Borde
Châtillon-la-Borde é uma comuna francesa localizada na região administrativa da Île-de-France, no departamento Sena e Marne. A comuna possui 204 habitantes segundo o censo de 1999.